# Zheng Xuan

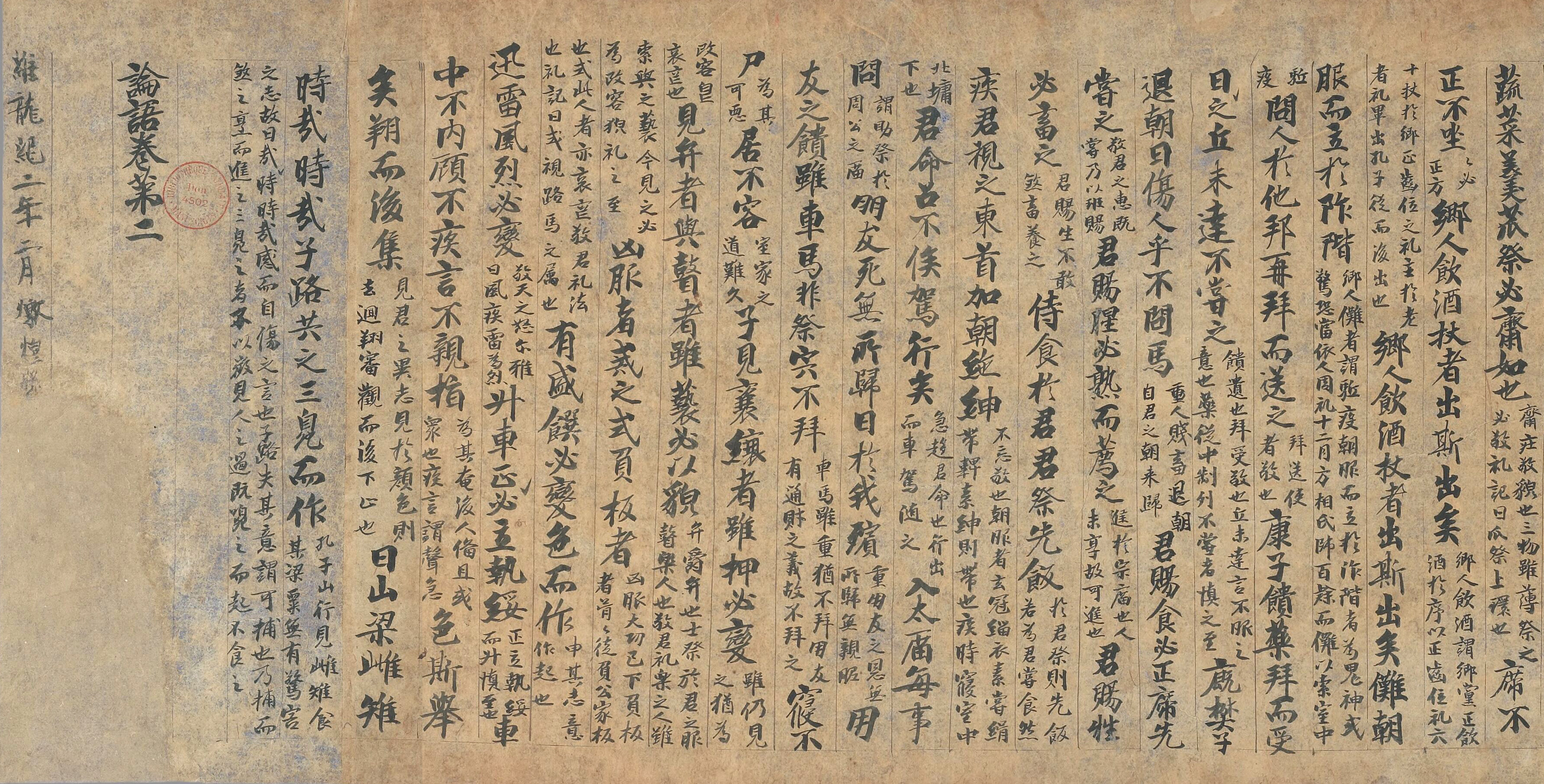
Fragment rękopisu Dialogów Konfucjańskich z tekstem Kong Anguo i komentarzem Zheng Xuana odnaleziony w Jaskiniach Mogao. Datowany era Longji, rok drugi (czyli 890 n.e.), mógł być jednak przepisany w połowie VIII w. Bibliothèque nationale

Zheng Xuan (ur. 127, zm. 200) – chiński uczony konfucjański, komentator tekstów klasycznych.
Pochodził z Gaomi na półwyspie Shandong, studiował na cesarskiej akademii w Luoyangu. Jego nauczycielem był Ma Rong.
Studiował Pięcioksiąg konfucjański, a następnie poświęcił się pisaniu komentarzy do niego. Twierdził, że wszystkie teksty klasyczne wyrosły na tych samych podstawach i stanowią jedną całość. Chcąc udowodnić swoją tezę często poprawiał występujące w nich znaki, twierdząc że zostały one w przeszłości błędnie przepisane. W swoich pismach utożsamiał qi z mającą charakter materialny, głęboką siłą wszechświata.